# Venom (álbum)
Venom é o quinto álbum de estúdio da banda Bullet for My Valentine, lançado em 14 de agosto de 2015. É o primeiro álbum da banda desde a saída do baixista Jason James, que foi anunciado em fevereiro 2015, enquanto a banda estava gravando o álbum. Jamie Mathias foi anunciado como seu substituto em 18 de Maio de 2015, juntamente com o título, a data eo lançamento do lançamento do álbum do primeiro single do álbum, "No Way Out". 
"No Way Out" e "Broken" foram estreadas ao vivo durante a execução como atração principal no The Rocks Camden Festival em Londres em 30 de maio de 2015. O segundo e terceiro quartos individuais, "You Want a Battle? (Here's a War)" e "Army of Noise ", foram libertados em 24 de Junho e 17 de Julho de 2015, respectivamente. Outras duas canções, "Playing God" e "Worthless" foram lançados respectivamente em 10 de Agosto e 13 de Agosto de 2015. O álbum inteiro foi disponibilizado para streaming no YouTube em 14 de agosto de 2015.

## Estilo musical
Venom marca o retorno de influências do thrash metal de Scream Aim Fire. O álbum também mostra um som metalcore, com uma mistura de vocais limpos e guturais.

## Recepção
Venom recebeu um misturado de críticas positivas dos críticos de música. No Metacritic, que atribui uma classificação de 100 a opiniões de críticos convencionais, que o álbum tem uma pontuação média de 58/100 com base em 8 avaliações, indicando "críticas mistas ou médias".  revista britânica Kerrang! foi premiado com o 4 estrelas, dizendo que "Venom injetou uma nova vida para os heróis do metal britânico." Alternative Press e Allmusic tanto deu ao álbum 3,5 estrelas.  No entanto, uma avaliação negativa veio de Bradley Zorgdrager de Exclaim! que deu ao álbum um 3 de 10. O crítico escreveu que "a falta de coros de qualidade deixa algo a desejar. Enquanto a sua produção mais pesada não vai conquistar qualquer elitistas, os fãs também terá problemas para encontrar algo aqui para cantar junto." 
O álbum foi incluído no número 37 em Rock Sound  's 50 maiores lançamentos de 2015 lista.

## Faixas
1. "V" - 1:26
2. "No Way Out" - 3:53
3. "Army of Noise" - 4:18
4. "Worthless" - 3:18
5. "You Want a Battle? (Here's a War)" - 4:14
6. "Broken" - 3:39
7. "Venom" - 3:54
8. "The Harder the Heart (The Harder It Breaks)" - 4:00
9. "Skin" - 3:59
10. "Hell or High Water" - 4:46
11. "Pariah" - 3:46

## Créditos
- Matthew Tuck - vocal, guitarra e baixo
- Michael Paget - guitarra e vocal de apoio
- Michael Thomas - bateria